# Gérard de Nerval
Gérard de Nerval (Pariz, 22. svibnja 1808. – Pariz, 26. siječnja 1855.), francuski književnik. 
Iz bogata, raznovrsna i zanimljiva opusa potrebno je istaknuti Nacionalne elegije i ciklus 12 muzikalnih soneta Himere, a od proznih radova Kćeri vatre, pripovijest Aureliju. Bio je važan i prevodilac koji je izvrsno preveo Goetheova Fausta.